# West Brabourne
West Brabourne – osada w Anglii, w hrabstwie Kent, w dystrykcie Ashford. Leży 33 km na południowy wschód od miasta Maidstone i 86 km na południowy wschód od centrum Londynu.